# Irina Alexandrovna da Rússia
Irina Alexandrovna (em russo: Ирина Александровна Романова; São Petersburgo, 15 de julho de 1895 - Paris, 26 de fevereiro de 1970) nasceu em Peterhof na Rússia e foi a filha mais velha e única menina nascida do grão-duque Alexandre Mikhailovich (neto do czar Nicolau I) e da sua esposa Xenia Alexandrovna (irmã mais nova do czar Nicolau II). Era também a única sobrinha de Nicolau II e casou-se com o príncipe Félix Yussupov, um dos assassinos de Rasputine, em 1914.

## Família e infância
Antes do seu casamento no dia 22 de fevereiro de 1914, Irina, filha mais velha e única menina de sete crianças, era considerada a mulher mais elegível da Rússia Imperial. A sua família passou longos períodos a viver no Sul de França depois de 1906 devido ao desacordo político entre o seu pai Alexandre Mikhailovich (conhecido na família por “Sandro”) e o seu tio, o czar Nicolau II. O seu pai tinha um caso amoroso com uma mulher dessa região e pediu várias vezes o divórcio à sua mãe, mas ela recusou sempre. Xenia, por seu lado, também tinha amantes. Os pais de Irina tentaram esconder o seu casamento infeliz dos seus sete filhos, por isso os irmãos tiveram uma infância feliz.

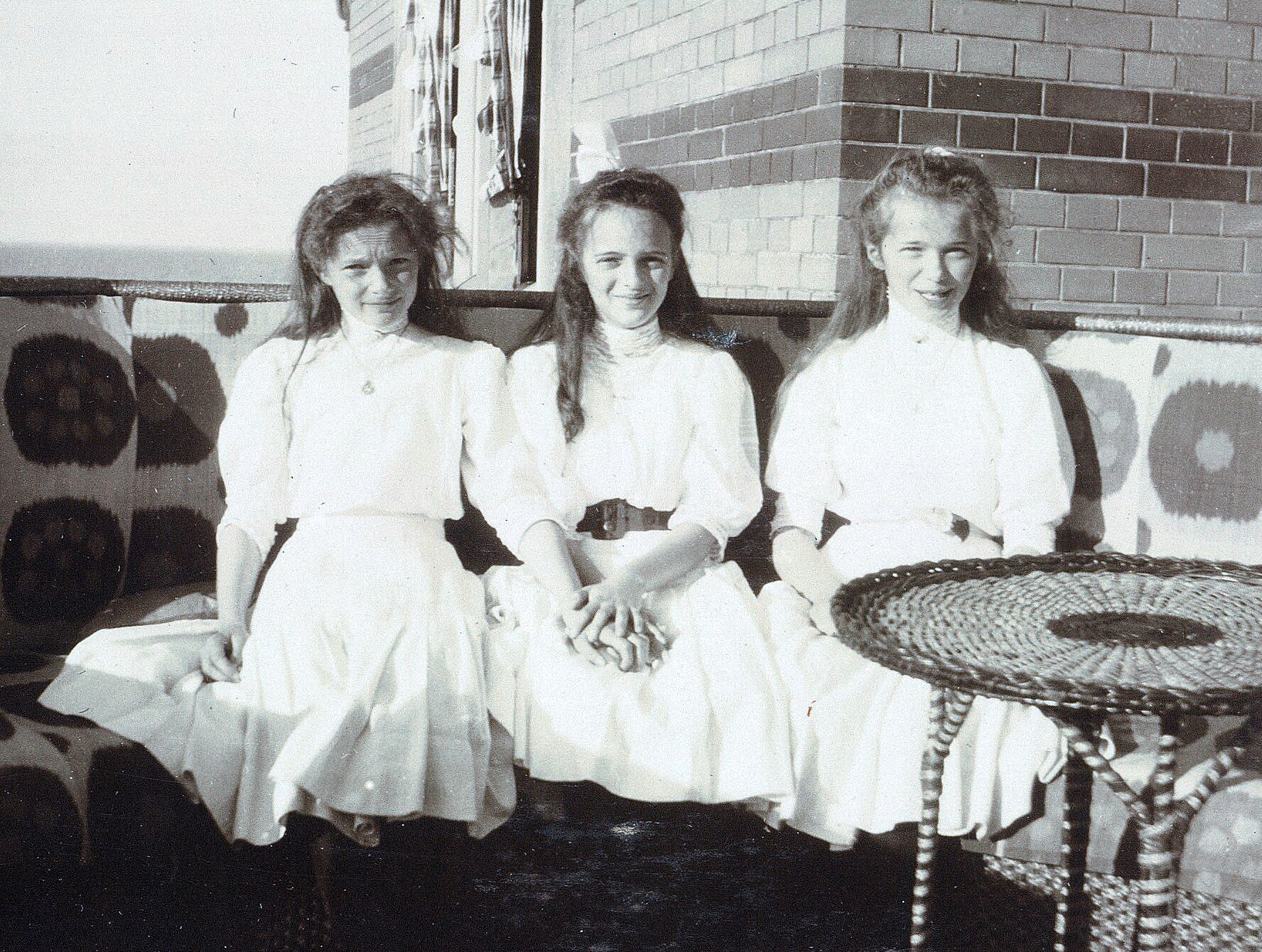
Irina entre as suas primas Tatiana e Olga

Em criança, Irina era tímida e muito pouco faladora, com olhos azul-escuros e cabelo negro. Era frequentemente chamada de Iréne, a versão francesa do seu nome, ou Irene, a versão inglesa, enquanto que a sua mãe lhe chamava de “Bebé Rina”. Como passaram a maior parte da infância no estrangeiro, Irina e os seus irmãos falavam melhor francês e inglês do que russo e por isso utilizavam as versões francesas e inglesas dos seus nomes quando falavam entre si.

## Ligação com Félix Yussupov
O seu futuro marido, Félix Yussupov, era um homem de muitas contradições. Vinha de uma das famílias mais ricas do Império Russo, gostava de se vestir com roupas de mulher e tinha relações sexuais com homens e mulheres que escandalizavam a sociedade, no entanto, ao mesmo tempo, era um homem religioso que gostava de ajudar os outros para além das suas posses. 
A certa altura, no meio de uma onda de entusiasmo, planejou dar todas a sua fortuna aos pobres para imitar a sua mentora, a grã-duquesa Isabel Feodorovna. As ideias do Félix são absolutamente revolucionárias, escreveu a czarina Alexandra Feodorovna com desagrado. Ele foi persuadido a não oferecer todo o seu dinheiro pela mãe, Zenaide, que lhe disse que ele tinha o dever de casar e dar continuidade à linha familiar, uma vez que era filho único. O futuro assassino de Rasputine tinha também um medo obsessivo da violência das guerras.
Félix, com as suas inclinações homossexuais, não era, certamente, “próprio para casar”. Mesmo assim, sentiu-se atraído por Irina quando a conheceu pela primeira vez.
Um dia quando estava a cavalgar conheci uma jovem muito bonita que estava acompanhada por uma senhora mais velha. Os nossos olhos cruzaram-se e ela impressionou-me tanto que eu parei o meu cavalo e fiquei a olhar para ela enquanto a via afastar-se, escreveu ele nas suas memórias. 

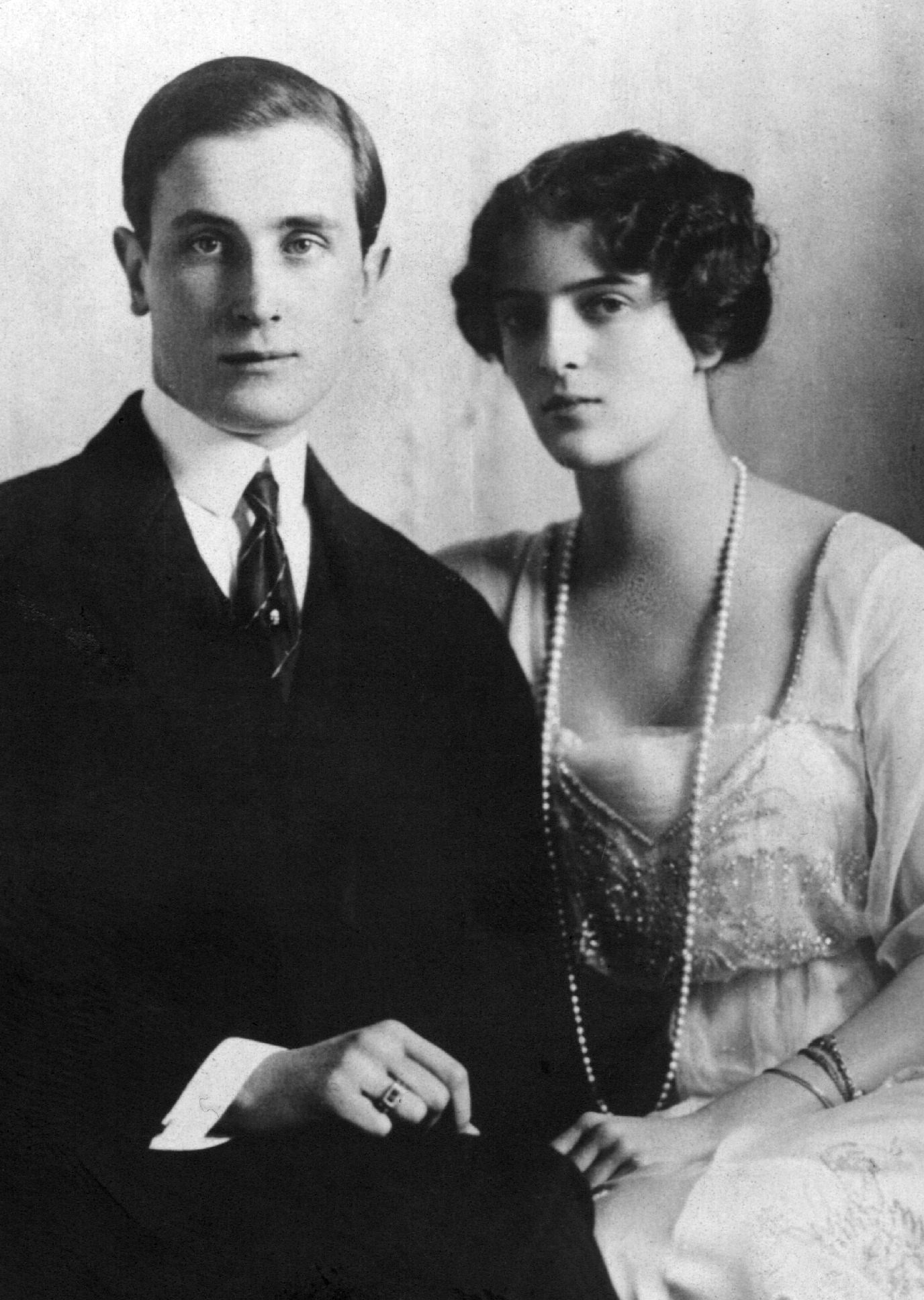
Félix Yussupov e Irina Alexandrovna

Um dia, em 1910, ele recebeu uma visita do grão-duque Alexandre Mikhailovich e da grã-duquesa Xenia Alexandrovna e ficou feliz quando descobriu que a moça que tinha visto no seu passeio a cavalo era a única filha do casal, Irina. 
Desta vez tive muito tempo para admirar a beleza magnífica da rapariga que, eventualmente, se tornaria na minha mulher e companheira de uma vida. Ela tinha feições bonitas, cabelo encaracolado e parecia-se muito com o pai.
Ele voltou a encontrar-se com Irina em 1913 e sentiu-se ainda mais ligado a ela. 
Ela era muito tímida e reservada, o que adicionava um certo mistério ao seu charme. Pouco a pouco a Irina tornou-se menos tímida. No princípio os olhos dela eram mais eloquentes do que a conversa, mas, quando ela se tornou mais aberta, aprendi a admirar o entusiasmo da sua inteligência e as suas opiniões. Não lhe escondi nada do meu passado e, longe de ficar perturbada pelo que lhe disse, ela mostrou grande tolerância e compreensão.
Yussupov escreveu também que, talvez devido ao facto de ter crescido com tantos irmãos, Irina não demonstrava qualquer artimanha ou falta de honestidade que o tinham afastado de outras relações com mulheres.
Apesar de Irina ser compreensiva em relação ao passado de Félix, os seus pais não eram. Quando eles e a sua avó materna, a czarina Maria Feodorovna, souberam dos rumores ligados ao passado pouco próprio do príncipe Yussupov quiseram cancelar o casamento. A maioria dos rumores que lhes tinham chegado aos ouvidos vinham do grão-duque Demétrio Pavlovich, primo de Irina, que era um dos amigos mais próximos de Félix e, segundo especulações da época, terá tido um caso amoroso com ele. Demétrio disse a Félix que ele também estava interessado em casar com Irina, mas ela disse preferir Félix. O seu futuro marido também conseguiu persuadir os seus pais relutantes a não cancelar a cerimónia e conseguiu convencê-los.

## Casamento
O casamento foi o acontecimento social do ano de 1914 e a última grande demonstração do poderio da corte russa. Irina usou um vestido do século XX em vez do tradicional vestido da Corte que outras noivas Romanov tinham usado para os seus casamentos. Ele teve a liberdade de o fazer uma vez que era apenas uma princesa e não uma grã-duquesa.
Acompanhou-o com uma tiara de diamante e cristal trabalhado e um véu que pertencera a Maria Antonieta. Os convidados acharam que ambos faziam um casal perfeito e não se cansaram de falar das suas roupas, postura e alegria.
Irina foi levada ao altar pelo seu tio, Nicolau II, e o presente de casamento do czar foi um saco de veludo com 29 diamantes inteiros que variavam entre os três e os sete quilates. Irina e Felix também receberam uma variada colecção de pedras preciosas de outros convidados do casamento. Mais tarde eles conseguiram retirar os diamantes do país após a Revolução Russa de 1917 e venderam-nos para conseguir dinheiro na sua nova vida.

## Primeira Guerra Mundial

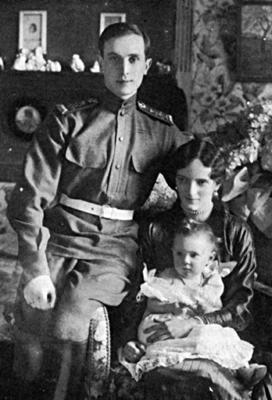
Félix e Irina com a filha em 1915

Os Yussupov estavam em lua-de-mel pela Europa e Médio Oriente quando rebentou a Primeira Guerra Mundial. O casal ficou brevemente detido em Berlim depois do início das hostilidades e Irina teve de pedir à sua prima Cecília da Prússia para intervir junto do seu sogro, o cáiser Guilherme II, para poderem abandonar o país e chegar à Rússia. O cáiser recusou o pedido, mas deu-lhes a escolha de ficar na Alemanha numa de três propriedades que lhes oferecia. O pai de Félix fez um pedido ao embaixador de Espanha e o casal conseguiu regressar.
Félix transformou uma ala do seu Palácio de Moika num hospital militar, mas conseguiu escapar ao serviço militar devido a uma lei que dava a escolha aos filhos únicos de ir para o campo de batalha ou ficar em casa. Mesmo assim ele entrou nos cadetes onde teve uma formação militar, embora nunca fosse sua intenção alistar-se no exército.
A prima de Irina, a grã-duquesa Olga Nikolaevna, de quem tinha sido muito próxima quando as duas eram crianças, não escondia o desagrado que sentia por Félix e escreveu sobre ele ao pai, no dia 5 de março de 1915, depois de fazer uma visita aos Yussupov:
Félix é um civil completo, vestido todo de castanho e a caminhar de um lado para o outro na sala, à procura de qualquer coisa numa estante de revistas e, virtualmente, sem fazer nada. A impressão que ele deixa é muito desagradável: um homem preguiçoso em tempos como estes...
A única filha de Irina e Félix, a princesa Irina Felixovna Yussupova (chamada de "Bebé" pelos pais), nasceu no dia 21 de março de 1915.
Nunca me hei-de esquecer da felicidade que senti quando ouvi o primeiro choro da criança, escreveu Félix nas suas memórias.
Irina gostava do seu nome e queria passá-lo à filha. A sua mãe, Xenia, estava tão preocupada no dia do parto que a czarina Alexandra Feodorovna disse: Mais parecia que era a Xenia que estava a dar à luz em vez da Irina.

## Assassinato de Rasputine

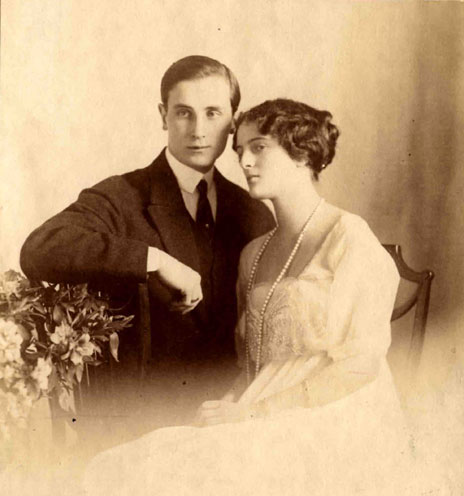
Félix e Irina em 1914

Tanto Irina como Félix estavam conscientes de que os rumores escandalosos que circulavam sobre a associação de Rasputine com a família imperial estavam a agravar a situação política e traziam consigo mais motins, manifestações e violência. Yussupov e os seus amigos conspiradores (que incluíam o grão-duque Demétrio Pavlovich) decidiram que Rasputine estava a arruinar o país e, por isso, deveria ser morto. Félix começou a visitar o monge com frequência numa tentativa de ganhar a sua confiança. Diz-se que ele conseguiu um encontro com Rasputine dizendo que necessitava da sua ajuda para ultrapassar os seus impulsos homossexuais e satisfazer Irina no seu casamento.
A 16 de dezembro de 1916, a noite do assassínio, Félix convidou Rasputine para jantar na sua residência. O monge sempre demonstrara interesse em conhecer a bonita Irina de 21 anos, por isso Félix disse que ela estaria presente e os apresentaria. Irina, no entanto, estava a fazer uma visita aos pais e irmãos na Crimeia. A sobrinha do czar sabia dos planos de Félix para eliminar o monge e pode até, a princípio, ter sido uma das escolhidas para realizar o assassínio. 
Também tens de participar, escreveu-lhe Félix algumas semanas antes, Demétrio Pavlovich já sabe de tudo e está a ajudar. Tudo vai acontecer em meados de dezembro quando ele regressar.
Em finais de novembro de 1916, Irina escreveu a Félix: 
Obrigada pela tua carta louca. Não entendi metade dela. Vejo que estás a planear fazer algo selvagem. Por favor tem cuidado e não te metas em nenhum negócio sombrio. O pior de tudo é que decidiste fazer tudo sem me consultar. Não vejo como posso participar agora visto que já está tudo planeado… Numa palavra, cuidado. Percebi pela tua carta que estás num estado de entusiasmo selvagem e pronto para trepar paredes. (…) Vou chegar a São Petersburgo no dia 12 ou 13, por isso não te atrevas a fazer alguma coisa sem mim ou então nem sequer saio daqui.
Félix respondeu no dia 27 de novembro de 1916: 
A tua presença em meados de dezembro é essencial. O plano sobre o qual te estou a escrever foi elaborado com grande detalhe e está quase pronto, só falta a conclusão, pelo que a tua chegada é esperada. (o assassínio) É a única maneira de salvar a situação que se tornou quase desesperante (…) Tu vais servir de isco (…) Claro que não deves dizer nada a ninguém.
Irina, assustada com a dimensão dos planos, recuou no dia 3 de dezembro de 1916. 
Eu sei que se voltar vou ficar doente (…). Não sabes como são as coisas. Quero chorar todo o dia. A minha disposição está horrível. Nunca estive assim (…). Nem eu sei o que se passa comigo. Não me arrastes para Petrogrado. Vem tu ter comigo. Perdoa-me, meu querido, por te escrever estas coisas. Mas eu já não consigo continuar, não sei o que se passa comigo. Talvez seja uma crise nervosa. Não te zangues comigo, por favor não te zangues. Amo-te muito. Não posso viver sem ti. Que o Senhor te proteja.
No dia 9 de dezembro de 1916, Irina voltou a avisar Félix, contando-lhe sobre uma conversa que tinha tido com a filha de 21 meses: 
Algo incompreensível tem-se passado com a Bebé. Há duas noites atrás ela não conseguia dormir e estava sempre a repetir, ‘Guerra, ama, guerra!’ No dia seguinte perguntaram-lhe, ‘Guerra ou Paz?’ e a Bebé respondeu, ‘Guerra!’ No dia seguinte eu disse-lhe para dizer ‘Paz’ e ela olhou para mim e respondeu, ‘Guerra!’ É muito estranho.
Os pedidos de Irina de nada serviram. O seu marido e os seus amigos avançaram com o plano sem ela. Depois do assassínio de Rasputine, o czar exilou Yussupov e Demétrio Pavlovich. Félix e a sua família foram enviados para Rakitnoe, uma casa de campo remota pertencente aos Yussupov que ficava na Rússia Central. Demétrio foi enviado para a frente de combate na Pérsia com o exército. 
Dezasseis membros da família assinaram uma carta onde pediam ao czar para reconsiderar a sua decisão devido à fraca saúde de Demétrio, mas Nicolau II recusou a proposta. 
Ninguém tem o direito de matar considerando apenas o seu próprio julgamento, escreveu Nicolau. Eu sei que há muitos outros para além do Demétrio Pavlovich cujas consciências não lhes dão descanso por estarem comprometidas. Estou abismado por me pedirem tal coisa.

## Exílio e Revolução Russa
O pai de Irina, Sandro, visitou o casal em Rakitnoe em Fevereiro de 1917 e achou o ambiente animado, mas revolucionário. Félix ainda esperava que o czar e o governo russo respondessem à morte de Rasputine tomando passos para controlar a crescente agitação política. Félix recusou-se a deixar Irina juntar-se à sua mãe em São Petersburgo por considerar a cidade demasiado perigosa. O czar abdicou no inicio de março e tanto ele como a sua família foram presos e, posteriormente, executados pelos bolcheviques. A decisão do czar de exilar Félix e Demétrio foi a sua salvação, visto que fizeram parte dos poucos membros da família que conseguiram escapar à onda de execuções dos Romanov que se seguiu à revolução.
Após a Revolução Russa de 1917, Irina, Félix e a sua pequena filha passaram a residir em Ai Todor, na Crimeia, numa propriedade que pertencia ao pai de Irina. A sobrinha do czar tinha permissão para se deslocar livremente (ao contrário dos seus parentes) devido ao facto de ter renunciado os seus direitos ao trono quando se casou com Félix. Contudo a família vivia num estado de incerteza constante. Tal como a maioria dos membros da família Romanov que se encontrava na Crimeia, a família Yussupov fugiu da Rússia a bordo de um navio militar britânico enviado pelo rei Jorge V no dia 7 de abril de 1919.
Félix Yussupov gostava de se gabar sobre o assassínio de Rasputine durante a viagem até Inglaterra. Um dos oficiais britânicos reparou que Irina 
parecia tímida e recatada a principio, mas bastava falar sobre a sua pequena filha para a fazer esquecer as suas reservas e descobrir que também ela era muito cativante e falava inglês fluentemente.

## Vida Após a Revolução
Durante o exílio na Inglaterra, Irina e Félix viveram melhor do que a maioria dos emigrantes da revolução russa. Durante algum tempo o casal teve uma boutique chamada “Irfe” (as duas inicias dos seus nomes). A própria Irina serviu de modelo para alguns dos vestidos que tanto o casal como outros estilistas criaram. 
Mais tarde eles sustentaram-se a partir dos vários processos que ganharam contra editoras e estúdios cinematográficos que, através de livros ou filmes, consideravam estar a denegrir a sua imagem. O mais famoso e rentável foi o processo movido contra a Metro-Goldwyn-Mayer após do lançamento do filme Rasputin and the Empress em 1932. No filme, um Rasputine luxurioso seduz a única sobrinha do czar, chamada de “Princesa Natasha” pelos produtores. O processo foi concluído em 1934 com a vitória dos Yussupov. Outra fonte de rendimento foram as memórias escritas por Félix que continuava a ser famoso por ter assassinado Rasputine.
A filha do casal foi maioritariamente criada pelos avós paternos até aos 9 anos de idade e foi muito mimada por eles. A sua educação instável fez com que se tornasse “caprichosa”, de acordo com Félix. Tanto ele como Irina (ambos criados maioritariamente por amas) não se sentiam capazes de criar a filha sozinhos. A única filha do casal adorava o pai, mas tinha uma relação distante com a mãe.
Félix e Irina eram mais próximos um do outro do que alguma vez foram da filha e tiveram um casamento feliz que durou mais de 50 anos. Quando Félix morreu em 1967, Irina ficou irremediavelmente deprimida e acabou por morrer apenas três anos mais tarde com 75 anos de idade.
Encontra-se sepultada em Cimetière de Sainte Genevieve Des Bois, Essonne, Ilha de França na França.